# La edad del pavo (Aquiles Talón)
La edad del pavo (en francés L'Âge ingrat), es una historieta de la serie Aquiles Talón, con dibujos de Greg (creador del personaje de Aquiles Talón). En la historieta se dan cita, además de una gárgola y el dueño de un garaje, tres hermanos cuyo bronceado ha disminuido un poco. Los personajes saborean un Beaujolais nouveau del siglo XIV que, contra todo pronóstico, ha envejecido favorablemente.